# Frontera entre Alemania y Luxemburgo
La frontera entre Alemania y Luxemburgo sigue el curso del Mosela en su parte sur, después de su afluente el Sûre más al norte, y finalmente de su subafluente, el Our en el norte.

## Trifinios
La frontera comienza en el Mosela cerca de Schengen (Luxemburgo), Perl (Alemania) y Apach (Francia) donde sobre cada margen se plantó un poste que lleva el número 1. Posteriormente, fueron reemplazados por «hitos en granito».
Toma el curso del Mosela hasta la confluencia con el Sûre en Wasserbillig con el hito número 10, luego sube hasta la confluencia con el Our en Wallendorf con el hito número 18. El río pasa a Vianden en la orilla izquierda, para llegar a su confluencia, el Ribbach, donde a cada lado se colocará el hito 52. Sin embargo, hay que tener en cuenta que los nuevos postes no están en los mismos lugares que los antiguos como consecuencia de la nueva demarcación de la frontera con Bélgica después de la Primera Guerra Mundial. Los hitos (no. 52) se colocan de manera que la cara marcada con L (o D) se gire hacia el territorio luxemburgués (o alemán) y la cara marcada con LD (DL) hacia el territorio común.
El trifinio norte se encuentra actualmente en las comunas de Sevenig (Alemania), Burg-Reuland (Bélgica) y Clervaux (Luxemburgo).

## Los postes y los hitos

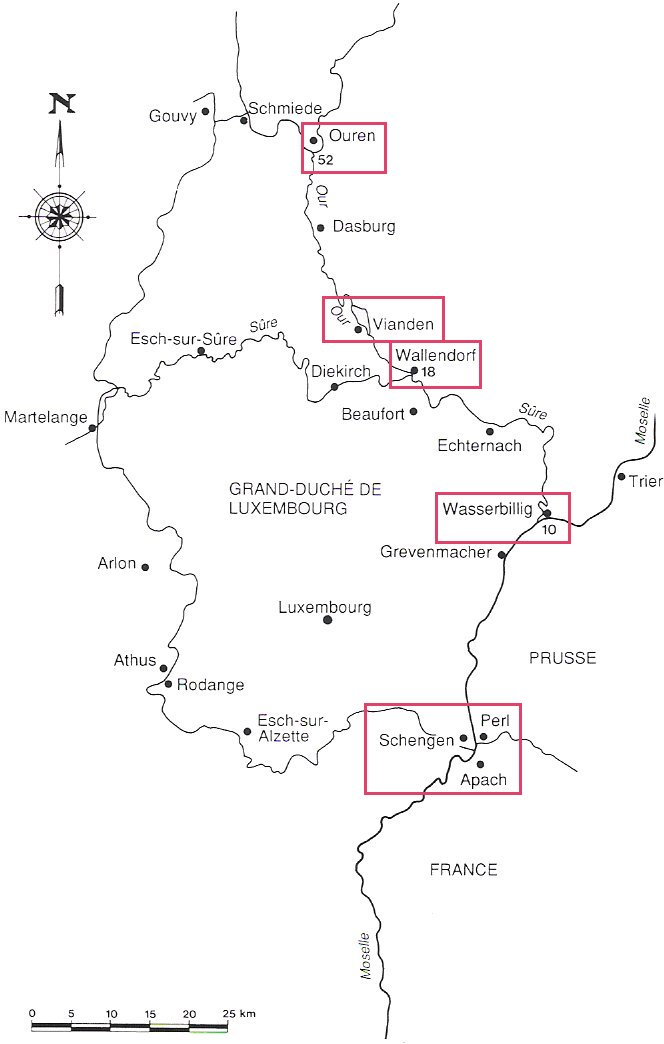
Hitos fronterizos de la frontera Alemania-Luxemburgo.

| Se plantaron un total de 81 postes para marcar el límite: 20 en el Mosela (diez en cada margen), 17 en el Sûre (8 en la margen gran ducal y nueve en la margen prusiana), 19 en el Our (diez en la margen gran ducal y nueve en la prusiana) y 25 para marcar el límite de Vianden en la orilla prusiana del Our. En este punto, tres hitos se encuentran en dos confluencias importantes, es decir, el Mosela y Sûre, Sûre y Our. Así que de los 52 números utilizados, hay 25 para marcar el territorio alrededor de Vianden, que van desde los números 22 a 46. La delimitación terminó en 1930 por el catastro alemán y luxemburgués donde colocaron los hitos de arenisca con las letras L y P. Hay otros dos tipos de terminales en esta región que se consideran como «hitos intermediarios». Uno es en piedra arenisca con superficies cuadradas, el número de tres dígitos y las letras KW que significa Königlichen Wald. Estas piedras fueron colocadas por la Administración Forestal de Prusia y sirvieron para delimitar el bosque llamado Kamerwald. El otro tipo de terminal de arenisca tiene números en números romanos y completa la delimitación de 1927-1930. |

## El bosque y la humedad
|  | Es obvio que los postes de madera, frente al lugar muy húmedo, tuvieron una duración aleatoria y se consideró su reemplazo por hitos de piedra. Fue en 1852 cuando se concluyó un acuerdo sobre el reemplazo de los postes y la verificación de la frontera. Con el paso del tiempo, los postes de madera defectuosos fueron reemplazados por nuevos, excepto en el Mosela, donde fueron reemplazados por hitos octagonales. |